# 平等及機會事務部
平等及機會事務部（英語：Office for Equality and Opportunity）是一個隸屬內閣事務部的英國政府部門，負責制定及推廣社會平等政策措施。
該部門由婦女及平等事務部長主管，並由兩名國務大臣、兩名政務次官及多名高級公務員支援。現任部長為教育大臣方佩芝。

## 歷史
2007年10月，時任英國首相白高敦決定在就業及退休保障部內成立政府平等事務部，協助英國政府加快推動社會平等。然而，該部僅負責檢討反歧視的法例及協助草擬《2010年平等法令》，並不涉及實施反歧視政策或法定職能。
往後直至2019年4月，該部則由內政大臣、國際發展大臣及教育大臣共同領導。2018年11月，該部正式併入內閣事務部。
2024年，該部更名為現名：平等及機會事務部。

## 職責
該部負責制定英國政府的社會及經濟平等政策，包括保障婦女權益、種族平等、性小眾權益及殘疾人士權益等，並藉此定期檢討英國的平等事務法律框架。
目前而言，該部的政策目標包括：
- 推動《平等（種族和殘疾）法令》、《就業權利法令》中的平等措施及《迴轉治療法令》的立法工作
- 確保平等和機會貫穿整個政府的使命和工作，包括重新關注社會經濟背景
- 提高有關不平等和不同人群所面臨的障礙類型的證據和數據的品質——包括受保護的特徵、不平等的其他方面（例如社會經濟不平等和地理不平等）

## 下設組織

### 婦女及平等事務專責小組
該小組（英語：Women and Equalities Unit）專責處理政府性別平等的事宜，並就其他平等事務範疇（包括年齡、種族、性取向及殘疾）向其他政府部門提供意見。

### 殘疾事宜專責小組
該小組（英語：Disability Unit）與其他政府部門合作，透過法例、政策及數據以識別和解決種族和民族上的不平等等問題。

## 大臣團隊
| 職位               | 職位                     | 大臣                     |
| ------------------ | ------------------------ | ------------------------ |
| 婦女及平等事務部長 | 婦女及平等事務部長       | 方佩芝 議員閣下          |
| 國務大臣           | 婦女及平等事務國務大臣   | 施卓琪女男爵 閣下        |
| 國務大臣           | 社會保障和殘疾事務部長   | 唐士勳爵士 議員          |
| 政務次官           | 平等事務部長             | 西瑪·馬爾霍特拉 議員     |
| 政務次官           | 平等事務部長             | 尼娅·格里菲斯女爵士 議員 |
| 政務次官           | 上議院政府平等事務發言人 | 雷‧柯林斯勳爵 閣下       |

## 資料來源
1. ↑  Cabinet Office. . GOV.UK. Her Majesty’s Stationery Office. 21 July 2020  [22 October 2022]. （原始内容存档于2023-08-03） （英语）.
2. ↑  . GOV.UK. 2025-03-18  [2025-03-28]. （原始内容存档于2025-02-20） （英语）.
3. ↑  . www.lrdpublications.org.uk.   [2025-03-28].
4. ↑  . GOV.UK. 2018-11-15  [2025-03-28]. （原始内容存档于2024-12-02） （英语）.
5. ↑  . GOV.UK.   [2025-03-28]. （原始内容存档于2025-04-07） （英语）.
6. ↑  . GOV.UK.   [2025-03-28]. （原始内容存档于2025-04-06） （英语）.

## 外部連結
- 官方網站 （页面存档备份，存于）